# جمعية إنسان الخيرية
جمعية إنسان الخيرية هي جمعية خيرية كويتية تم إشهارها رسميًا من وزارة الشؤون والعمل الكويتية. تأسست الجمعية لتكون منارة للعمل الخيري والدعوي الإسلامي، كجمعية مستقلة لا تنتمي إلى جماعة أو تتبع جمعية أخرى، وتمتلك الجمعية بودكاست يسمى ببودكاست إنسان. ومؤسس الجمعية ومالكها هو الشيخ عثمان الخميس. تعمل الجمعية في دولة الكويت من خلال 32 برنامج تنموي وتعليمي داخل وخارج الكويت، ويمتد عملها حتى أوغندا، وغزة. صرَّح الشيخ عُثمان الخميس أن الجمعية لا تستفيد من أموال المتبرعين. تركز الجمعية على المشروعات المستدامة، مثل دعم المُحتاجين وطلاب العلم.

## شعار الجمعية
شعار الجمعية هو سمو الإنسان ورقي الأجيال؛ فأهم ما يميّز الحضارة الإسلامية أنها تستهدف الرقي والسمو بسلوك الإنسان مما يكون له أثر على المجتمعات كلها.

## رؤية الجمعية
الارتقاء بالإنسان بالقِيَم والعلم؛ لأن العلم هو أساس كل نهضة، وبدون العلم تكون حركة الشعوب عشوائية ولا ضابط ينظمها ولا بوصلة صحيحة تحدد حركتها ولا أساس قوي تركن إليه.

## رسالة الجمعية
تمكين الإنسان في المجالات العلمية وغرس القِيَم الحضارية من خلال الشراكات الاستراتيجية المحلية والعالمية، وتسخير الكفاءات البشرية والوسائل مستدامة الجودة للريادة في المجالات العلمية.

## مجلس الإدارة
- رئيس مجلس الإدارة: الشيخ د. عثمان الخميس.
- نائب رئيس مجلس الإدارة: الشيخ أ.د. عادل المطيرات.
- عضو مجلس الإدارة: الشيخ د. خالد شجاع العتيبي.
- عضو مجلس الإدارة: أ. مبارك العازمي.
- عضو مجلس الإدارة: م. نواف السالم.[7]